# Уэстфилд (тауншип, Пенсильвания)
Уэстфилд (англ. Westfield) — американский тауншип в округе Тайога, Пенсильвания. По данным переписи 2000 года население составляло 849 человек.

## Население
По данным переписи 2000 года население составляло 849 человек, в городе проживало 267 семей, находилось 338 домашних хозяйств и 377 строений с плотностью застройки 6,1 строения на км². Плотность населения 13,8 человека на км². Расовый состав населения: белые — 99,18 %, коренные американцы (индейцы) — 0,24 %, азиаты — 0,12 %, представители других рас — 0,12 %, представители двух или более рас — 0,35 %. Испаноязычные составляли 0,24 % населения.
В 2000 году средний доход на домашнее хозяйство составлял $32 500 USD, средний доход на семью $33 421 USD. Мужчины имели средний доход $30 125 USD, женщины $21 875 USD. Средний доход на душу населения составлял $13 506 USD. Около 13,5 % семей и 15,7 % населения находятся за чертой бедности, включая 19,9 % молодежи (до 18 лет) и 17,2 % престарелых (старше 65 лет).